# 溴甲醚
溴甲醚（MOMBr）是一种有机化合物，化学式为BrCH2OCH3。它可由甲醛缩二甲醇和乙酰溴在氯化镁催化下反应制得。

## 反应
它和酚在有机胺存在下反应，可以得到相应的甲氧基(苯氧基)甲烷。